# Nymphaea belophylla
Nymphaea belophylla ist eine Pflanzenart aus der Gattung der Seerosen (Nymphaea) innerhalb der Familie der Seerosengewächse (Nymphaeaceae). Diese Wasserpflanze kommt in Bolivien, Brasilien und Venezuela vor.

## Beschreibung

### Vegetative Merkmale
Nymphaea belophylla ist eine ausdauernde krautige Pflanze mit fast kugeligen Rhizomen, welche keine Ausläufer ausbilden. Die grünen, elliptisch-pfeilförmigen Blätter mit spitz zulaufender Blattspitze sind bis zu 30 cm lang und 11 cm breit. Der 4–5 mm breite, robuste, grüne Blattstiel ist kahl.

### Generative Merkmale
Die zwittrigen Blüten besitzen eine doppelte Blütenhülle. Die glatten, pilösen, ellipsoiden Samen weisen Trichome auf, die in durchgehenden Längslinien angeordnet sind. Die Samen sind 0,9 mm lang und 0,75 mm breit. Die Trichome sind 35–90 µm lang.

### Zytologie
Die Chromosomenzahl ist unbekannt.

## Ökologie

### Vegetative Vermehrung
Sowohl Stolonen als auch proliferierende Pseudanthien werden nicht gebildet.

### Generative Vermehrung
Die nachtblühenden Blüten schwimmen auf der Wasseroberfläche. Der kahle, grüne, robuste Blütenstiel ist bis zu 5 mm breit. In der Originalpublikation werden die Blüten als geruchlos beschrieben. Andere beschreiben den Blütenduft als süß und fruchtig, oder als unangenehm und mandelartig.

## Systematik

### Taxonomie
Die Typuslokalität ist der Río Guaporé. Das Typusmaterial schien verloren gegangen zu sein, doch der Holotypus wurde später wiedergefunden. Der Isotypus konnte immer noch nicht lokalisiert werden.
Amanda Bleher führte ein im Guaporé-Fluss in Brasilien, gesammeltes Exemplar in die Kultivierung ein. Die Erstbeschreibung von Nymphaea belophylla erfolgte 1971 durch Robert S. Trickett in A New Tropical American Waterlily, Nymphaea belophylla. in Kew Bulletin, Volume 26, Issue 1, S. 29–31 anhand von Pflanzenmaterial, das in den Royal Botanic Gardens, Kew, aus dieser Aufsammlung kultiviert wurde. Das Artepitheton belophylla leitet sich vom griechischen βέλος für „Pfeil“ ab, und -phylla bezieht sich auf die Blätter; er bezieht sich auf die stark zugespitzten, pfeilförmigen Blätter.

### Position innerhalb von der GattungNymphaea
Die Nymphaea belophylla wird in die Untergattung Nymphaea subg. Hydrocallis eingeordnet.

## Lebensraum
Nymphaea belophylla wurde in überschwemmten Grassavannen in einer Wassertiefe von 110 cm unter Bäumen der Art Tabebuia aurea dokumentiert. In einem anderen Fall wurde sie in Überschwemmungsgebieten in einer Wassertiefe von 1,5–2 Metern zwischen den Grasarten Oryza rufipogon und Paspalum wrightii beobachtet. Im Pantanal, wo sie sympatrisch mit Nymphaea oxypetala vorkommen kann, ist sie in Überschwemmungsgebieten und Flüssen zu finden.